# Rob Tognoni
Rob Tognoni (* 30. října 1960 Ulverstone, Tasmánie, Austrálie) je australský rockový kytarista a zpěvák. O hudbu se začal zajímat už v dětství. Počátkem roku 1974 mu zahynul otec. Ve stejném navštívil koncert skupiny AC/DC, což se stalo významným milníkem v jeho životě. V roce 1976 ukončil školu a postupně pracoval v několika zaměstnáních. V roce 1982 se oženil a v následujícím roce se mu narodila dcera Anastasia. Později se stal členem skupiny Skidrow Boys, kterou po dvou letech opustil a stal se členem skupiny The Outlaws. Když se skupina rozpadla, Tognoni začal hrát na akustickou kytaru v různých restauracích. Své první sólové album vydal v roce 1995 a pomohl mu s ním kytarista Dave Hole. V současné době koncertuje převážně po Austrálii a Evropě. Již několikrát hrál i v Česku.

## Diskografie
- Stones & Colours (1995)
- Headstrong (1997)
- Live at the Twilight (1999)
- Monkeygrinder (2001)
- Retro Shakin' (2003)
- Shakin' the Devils'S Hand – Live (2005)
- Capital Wah (2008)
- Thr Ionyard – Revisited (2008)
- 2010dB (2009)
- Rock and Roll Live (2010)
- Energy Red (2012)[4]